# Wishlist (пісня Pearl Jam)
«Wishlist» (укр. Список бажань) — пісня американського рок-гурту Pearl Jam, другий сингл з альбому Yield (1998).

## Історія створення
Автором слів та музики до пісні «Wishlist» став вокаліст Pearl Jam Едді Веддер. У гітариста Майка Маккріді був вільний час в студії, і він запросив Веддера та ще двох друзів. У них не було багато часу для вивчення чогось складного, тому Веддер написав дуже просту послідовність акордів та роздав її музикантам. Під акомпанемент гітар вокаліст імпровізував та співав про різноманітні бажання. Результатом став трек, який йшов майже вісім хвилин, з якого Веддер «вибрав найкращі побажання», що увійшли до фінального варіанту.
Пісня побудована навколо акорду До мажор з лише двома незначними мелодійними змінами. На сайті AllMusic її називали однією з найпростіших пісень Веддера, та відзначали вплив Брюса Спрінгстіна. Текст пісні містить список бажань з повсякденного життя, серед яких «стати месенджером, всі новини в якому добрі», або «перетворитись на повний місяць, що світить на дах твого „Камаро“».

## Вихід пісні
«Wishlist» увійшла до студійного альбому Yield, що вийшов 3 лютого 1998 року. Пісня стала другим синглом з альбому після «Given to Fly», та вийшла 5 травня 1998 року. На зворотній стороні синглу були неопублікована раніше композиція «U», а також концертна версія пісні «Brain of J». За межами США сингл вийшов лише з двома піснями — «Wishlist» та «U».
На сайті AllMusic «Wishlist» назвали центральним елементом альбому, піснею, в якій Веддер вирішив відмовитись від близької взаємодії з аудиторією концертних шоу на користь більшої простоти. Джонатан Коен також відзначив запальну мелодію павер-попової «U», а також наголосив, що «Brain of J» стала одним з останніх записів Pearl Jam з барабанщиком Джеком Айронсом.
«Wishlist» потрапила до основного американського пісенного чарту Billboard Hot 100, піднявшись на 47 місце. Вона також досягла 6 місця в чартах Mainstream Rock та Modern Rock. Серед хіт-парадів інших країн варто відзначити Канаду та Велику Британію, де «Wishlist» піднялась на перше місце в рок-музичних чартах.

## Довідкові дані

### Список пісень на синглі
1. «Wishlist» (Веддер) — 3:26
2. «U» (Веддер) — 2:48
3. «Brain Of J (Live)» (Веддер, Маккріді) — 2:57[9]

### Місця в хіт-парадах
| Хіт-парад (1998)                    | Найвища позиція |
| ----------------------------------- | --------------- |
| Австралія (ARIA)                    | 48              |
| Canada Rock/Alternative (RPM)       | 1               |
| Шотландія (Official Charts Company) | 26              |
| Велика Британія (UK Singles Chart)  | 30              |
| UK Rock & Metal (OCC)               | 14              |
| США (Billboard Hot 100)             | 47              |
| США (Adult Top 40) (Billboard)      | 39              |
| США (Alternative Songs) (Billboard) | 6               |
| США (Mainstream Rock) (Billboard)   | 6               |